# Cherise Taylor
Cherise Taylor, verh. Stander Taylor, verh. Willeit, (* 6. November 1989 in Pretoria) ist eine ehemalige südafrikanische Radrennfahrerin.

## Sportlicher Werdegang
2007 wurde Cherise Taylor Junioren-Vizeweltmeisterin im Straßenrennen. 2008 wurde sie südafrikanische Meisterin im Straßenrennen, belegte bei den Olympischen Spielen in Peking Platz 55 in derselben Disziplin. 2009 belegte sie im Straßenrennen der Afrikameisterschaften Platz zwei. Bis 2012 errang sie drei weitere nationale Titel im Straßenrennen und Einzelzeitfahren; 2011 wurde sie Afrikameisterin im Einzelzeitfahren und afrikanische Vizemeisterin im Straßenrennen. 2012 holte sie den nationalen Titel im Zeitfahren. Als sie trotzdem nicht für das Mannschaftszeitfahren bei den Olympischen Spielen in London nominiert wurde, legte sie gegen diese Entscheidung Einspruch ein, aber ohne Erfolg.
2010 und 2014 startete Cherise Stander Taylor bei Commonwealth Games. 2010 wurde sie im Straßenrennen Zehnte, 2014 konnte sie das Rennen nicht beenden.

## Familie
2012 heiratete Cherise Taylor den Mountainbiker Burry Stander, Weltmeister und Afrikameister in seiner Disziplin. Acht Monate nach der Hochzeit wurde Stander beim Straßentraining in Shelly Beach (KwaZulu-Natal) von einem Minibus angefahren und erlag seinen tödlichen Verletzungen. Beim Cape-Epic-Rennen wird seit 2013 die Burry Stander Memorial Trophy  an den besten Starter aus Afrika vergeben. Seit 2017 ist Cherise mit dem gebürtigen Südtiroler und Teammanager Benno Willeit verheiratet und inzwischen Mutter eines Sohnes, der zur Erinnerung an ihren ersten Mann den Mittelnamen Burry trägt.

## Erfolge
2007
- Junioren-Weltmeisterschaft – Straßenrennen

2008
- Südafrikanische Meisterin – Straßenrennen

2009
- Afrikameisterschaft – Straßenrennen

2010
- Südafrikanische Meisterin – Straßenrennen

2011
- Afrikameisterin – Einzelzeitfahren
- Afrikameisterschaft – Straßenrennen
- Südafrikanische Meisterin – Einzelzeitfahren

2012
- eine Etappe Route de France Féminine
- Südafrikanische Meisterin – Einzelzeitfahren

2015
- Hibiscus Cycle Classic
- PMB Road Classic

## Teams
- 2009 MTN Ladies Team
- 2011 Lotto-Honda Team
- 2012 Lotto Belisol Ladies